# Cornelia Pfohl
Cornelia Pfohl (Erlabrunn, RDA, 23 de febrero de 1971) es una deportista alemana que compitió en tiro con arco, en la modalidad de arco recurvo.
Participó en cuatro Juegos Olímpicos de Verano, entre los años 1992 y 2004, obteniendo dos medallas en la prueba por equipo, plata en Atlanta 1996 y bronce en Sídney 2000, ambas haciendo equipo con Barbara Mensing y Sandra Wagner-Sachse.
Ganó una medalla de plata en el Campeonato Mundial de Tiro con Arco al Aire Libre de 1997, una medalla de oro en el Campeonato Mundial de Tiro con Arco en Sala de 1997, dos medallas en el Campeonato Europeo de Tiro con Arco al Aire Libre, en los años 1994 y 1998, y dos medallas en el Campeonato Europeo de Tiro con Arco en Sala, en los años 1996 y 1998.

## Palmarés internacional
| Juegos Olímpicos                 | Juegos Olímpicos          | Juegos Olímpicos  | Juegos Olímpicos |
| Año                              | Lugar                     | Medalla           | Prueba           |
| -------------------------------- | ------------------------- | ----------------- | ---------------- |
| 1996                             | Atlanta (Estados Unidos)  | Medalla de plata  | Equipo           |
| 2000                             | Sídney (Australia)        | Medalla de bronce | Equipo           |
| Campeonato Mundial al Aire Libre |                           |                   |                  |
| Año                              | Lugar                     | Medalla           | Prueba           |
| 1997                             | Victoria (Canadá)         | Medalla de plata  | Individual       |
| Campeonato Mundial en Sala       |                           |                   |                  |
| Año                              | Lugar                     | Medalla           | Prueba           |
| 1997                             | Estambul (Turquía)        | Medalla de oro    | Equipo           |
| Campeonato Europeo al Aire Libre |                           |                   |                  |
| Año                              | Lugar                     | Medalla           | Prueba           |
| 1994                             | Nymburk (República Checa) | Medalla de plata  | Equipo           |
| 1998                             | Boé/Agen (Francia)        | Medalla de oro    | Equipo           |
| Campeonato Europeo en Sala       |                           |                   |                  |
| Año                              | Lugar                     | Medalla           | Prueba           |
| 1996                             | Mol (Bélgica)             | Medalla de oro    | Equipo           |
| 1998                             | Oldenburgo (Alemania)     | Medalla de bronce | Equipo           |